# Pleterje, Krško
Pleterje je naselje v Občini Krško.